# Jason BeDuhn
Jason David BeDuhn, Ph.D. es un historiador de religión y cultura, actualmente Profesor de Estudios Religiosos en la Universidad del Norte de Arizona.  
Beduhn tiene un B.A. en estudios religiosos de la Universidad de Illinois, Urbana, en M.T.S. en el Nuevo Testamento y el Origen del Cristianismo de la Harvard Divinity School, y un Ph.D. (doctorado) en el Estudio Comparativo de Religiones de la Universidad de Indiana, Bloomington. Primero El consiguió brevemente la atención nacional[cita requerida] a la edad de 18 años cuando hizo comentarios en un discurso a la clase de graduandos de la escuela de secundaria de Rock Island, Illinois, criticando duramente las actitudes opresivas hacia los jóvenes por las viejas generaciones de estadounidenses, que fueron ampliamente reportadas en la prensa estadounidense. Defendió sus comentarios en posteriores apariciones en radio y televisión, señalando la contribución histórica de la juventud al idealismo social y la innovación cultural.
Él ganó el Premio al Mejor Primer Libro de la Academia Americana de Religión en el año 2001 por su libro The Manichaean Body in Discipline and Ritual (ISBN 0-8018-6270-1) (El Cuerpo maniqueísta en Disciplina y Ritual), notable por su análisis de religiones como sistemas de metas orientasas de práctica racionalizada dentro de los modelos particulares de la realidad (en inglés). Su segundo libro,Truth in Translation: Accuracy and Bias in English Translations of the New Testament (La Verdad en Traducción: Exactitud y Parcialidad en las Traducciones al Inglés del Nuevo Testamento), ha generado considerable controversia por destacar casos de prejuicio teológico en el proceso de traducción, por lo que, según argumenta, los puntos de vista cristianos contemporáneos son introducidos anacrónicamente en las versiones de la Biblia sobre las cuales se basan la mayoría de cristianos hablantes del inglés moderno. 
A él se le dio una beca Guggenheim en el año 2004 entre los Becados premiados Guggenheim.

## Libros escritos
- 2010 Augustine's Manichaean Dilemma, 1: Conversion and Apostasy, 373-388 C.E. Philadelphia: University of Pennsylvania Press.
- 2003 Truth in Translation: Accuracy and Bias in English Translations of the New Testament. Lanham: University Press of America.
- 2000 The Manichaean Body in Discipline and Ritual. Baltimore: Johns Hopkins University Press.

## Libros editados
- 2009 New Light on Manichaeism: Papers from the 6th International Meeting of the IAMS. Leiden: E. J. Brill.
- 2007 with Paul Mirecki: Frontiers of Faith: The Christian-Manichaean Encounter in the Acts of Archelaus. Leiden: E. J. Brill.
- 2001 with Paul Mirecki: The Light and the Darkness: Studies in Manichaeism and its World. Leiden: E. J. Brill.
- 1997 with Paul Mirecki: Emerging from Darkness: Studies in the Recovery of Manichaean Sources. Leiden: E. J. Brill.